# Bàn chân chân ghế bập bênh
Khác với bàn chân bẹt mềm dẻo thường gặp ở trẻ nhỏ, dị tật xương sên dựng đứng bẩm sinh được xác định bởi sự hiện diện của sự biến dạng bàn chân cứng ngắc. Các biến dạng bàn chân ở bệnh này bao gồm nhiều thành phần khác nhau, cụ thể là xương gót lồi rõ do cổ chân thuổng hoặc gấp lòng bàn chân, lòng bàn chân lồi và tròn gây ra bởi sự lồi ra của đầu xương sên, và sự gấp mu và dạng của khối bàn chân trước và bàn chân giữa so với bàn chân sau. Tên của dị tật này được đặt theo sự tương đồng của bàn chân với chân của một chiếc ghế bập bênh .   Có hai nhóm nhỏ của dị tật xương sên dọc bẩm sinh là loại vô căn còn gọi là loại đơn lập và loại thứ phát có thể gặp trong dị tật bẩm sinh khớp khoèo đa khớp (AMC), các hội chứng di truyền, và các bệnh thần kinh cơ khác. 
Dị tật này có thể xuất hiện trong hội chứng Edwards (tam bội nhiễm sắc thể 18), hội chứng Patau (tam bội nhiễm sắc thể 13), tam bội nhiễm sắc thể 9 và đột biến trong gien HOXD10 . 

## Điều trị
Điều trị tật dọc xương sên bẩm sinh có thể phân loại đại khái gồm điều trị bảo tồn và phẫu thuật.   